# Mesnils-sur-Iton
Mesnils-sur-Iton es una comuna nueva francesa situada en el departamento de Eure, de la región de Normandía.

## Historia
Fue creada el 1 de enero de 2016, en aplicación de una resolución del prefecto de Eure de 23 de noviembre de 2015 con la unión de las comunas de Condé-sur-Iton, Damville, Gouville, Le Roncenay-Authenay, Le Sacq y Manthelon, pasando a estar el ayuntamiento en la antigua comuna de Damville.
El 1 de enero de 2019 absorbió las comunas de Buis-sur-Damville, Grandvilliers y Roman.

## Demografía
Según los datos aportados en la última resolución del prefecto de Eure, la comuna pasa a tener 6370 habitantes.

## Composición
| Comuna fusionada     | Código INSEE | Población (2013) | Superficie (km²) | Densidad (hab./km²) |
| -------------------- | ------------ | ---------------- | ---------------- | ------------------- |
| Buis-sur-Damville    | 27416        | 988 (2014)       | 24.56            | 40                  |
| Condé-sur-Iton       | 27166        | 897              | 19.58            | 46                  |
| Damville             | 27198        | 2016             | 11.74            | 172                 |
| Gouville             | 27293        | 545              | 8.47             | 64                  |
| Grandvilliers        | 27297        | 342 (2014)       | 17.66            | 19                  |
| Manthelon            | 27387        | 347              | 14.55            | 24                  |
| Le Roncenay-Authenay | 27024        | 379              | 8.79             | 43                  |
| Le Sacq              | 27503        | 299              | 4.48             | 67                  |
| Roman                | 27491        | 279 (2014)       | 15.20            | 18                  |